# Melissa Reese
Melissa Reese (* 1. března 1990 Seattle) je americká hudebnice a klávesistka známá jako členka Guns N' Roses, kterou je od dubna 2016. Také spolupracovala s Bryanem Mantiem. Na klavír hraje od svých čtyř let. V 17 letech se učila s programy jako Pro Tools, Reason a Logic Pro a začala skládat vlastní hudbu. Její první EP Lissa vyšlo v roce 2007. Spolupracovali na něm Bryan Mantia a Pete Scaturro.